# Alsódombró
Alsódombró (Dumbrăvița) település Romániában, a Partiumban, Arad megyében.

## Fekvése
Lippától keletre, a Zarándi-hegység déli oldalán fekvő település.

## Története
Alsódombró, Dombrovica nevét már 1471-ben Dobravicza néven említették az oklevelek. Dombrawycza a Váradja vár 5. tartozéka volt és a váradjai váruradalom része. A település az Ábrahámfiak birtoka volt egészen 1508-ig. 1515-ben Felsew Dobrawycza alakban írva említették. A 16. században a Harasztiak vették zálogba, majd 1607-ben a Kornis család birtoka lett.
1910-ben 1130 lakosából 12 magyar, 1114 román volt. Ebből 945 görögkeleti ortodox, 140 görögkatolikus, 12 római katolikus volt.
A trianoni békeszerződés előtt Arad vármegye Máriaradnai járásához tartozott.